# Медведев, Валерий Леонидович
Валерий Леонидович Медве́дев (род. 7 ноября 1944, Борисовское) — советский и украинский скульптор, педагог. Заслуженный художник Украины (2001). Член Национального союза художников Украины (1977).

## Биография
Валерий Медведев родился 7 ноября 1944 в селе Борисовское. После эвакуации, в 1949 году мать с сыном вернулись в Киев.
В 1963 году окончил Киевскую республиканскую художественную школу имени Т. Шевченко.
С 1963 по 1964 год преподавал рисунок в Средней школе № 21 города Киева. В 1973 году окончил Киевский государственный художественный институт (учился у М. Лысенко и М. Вронского).
Ректор института Василий Захарович Бородай приводит цитату Евгения Вучетича о В. Медведеве: 

Евгений Викторович сказал, что в институте нет студентов. Есть только единственный студент — ты, потому что смог с ним разговаривать на равных
Участник областных, республиканских и международных выставок. Работы хранятся в государственных музеях Украины, а также в частных коллекциях Украины, Германии, Италии, Бельгии и Испании.

## Избранные работы

### Памятники
- Памятник Шолом-Алейхему (Киев). Памятник был установлен на ул. Бассейной (1997), перенесен на ул. Рогнединскую, 3.
- Памятник детям, расстрелянным в Бабьем Яре. 1941 г. (2001);
- Памятник защитникам государственной границы всех времен (Киев, пересечение улиц Золотоворотской, Рейтарской и Георгиевского переулка, возле здания Государственной пограничной службы Украины) (2004), соавторы Ю. В. Багалика и А. А. Радионов, архитекторы Ю. Г. Лосицкий, А. А. Макаренко;
- Памятник Татьяне Маркус (2008);
- Памятник жертвам Чернобыля (Киев, находился в парке на Троещине, перенесен на Лесное кладбище и установлен на участке захоронения ликвидаторов аварии на ЧАЭС) (1996).

### Мемориальные доски
1. Мемориальная доска Шолом-Алейхему (архитектор А. М. Милецкий; Киев, ул. Саксаганского, 27) (1988);
2. Мемориальная доска Павлу Бейлину (Киев, ул. М. Коцюбинского, 2) (1990);
3. Мемориальная доска Татьяне Иосифовне Маркус на фасаде здания киевской школы № 44 (архитектор А. М. Милецкий; Жилянская, 46; 1991; уничтожена вандалами весной 2016 года);
4. Мемориальная доска Владимиру Брауну (архитектор А. М. Милецкий; Киев, ул. Саксаганского, 24) (1992);
5. Мемориальная доска Александру Крышталю (Киев, проспект Академика Глушкова, 2) (1992);
6. Мемориальная доска Марии Заньковецкой (архитектор П. П. Куприй; Киев, ул. Большая Васильковская, 121) (1993);
7. Мемориальная доска Николаю Лаврухину (архитектор А. Е. Поник; Киев, ул. Николая Лаврухина, 7) (1997);
8. Мемориальная доска Игорю Шамо (Киев, ул. Костельная, 8) (1998);
9. Мемориальная доска Голде Меир (Киев, ул. Бассейная, 5) (1999);
10. Мемориальная доска Василию Козаченко (Киев, ул. Большая Васильковская, 6) (2013) и др.